# Naturschutzgebiet Wupper
Das Naturschutzgebiet Wupper liegt auf dem Gebiet der kreisfreien Stadt Leverkusen in Nordrhein-Westfalen. Das aus vier Teilflächen bestehende Gebiet erstreckt sich sowohl südlich als auch nördlich der Kernstadt Leverkusen entlang der Wupper.

## Beschreibung
Das etwa 12 ha große Gebiet wurde im Jahr 2006 unter der Schlüsselnummer LEV-014 unter Naturschutz gestellt.
Das Gebiet wird laut Fachinformationssystem des Landesamtes für Natur, Umwelt und Verbraucherschutz in NRW wie folgt beschrieben:

„Teile des Unterlaufes der Wupper zwischen Imbach und Rheindorf sind als FFH-Gebiet ausgewiesen Die Ufer sind mit Steinschüttungen befestigt. Südwestlich der A3 staut ein Wehr die Wupper auf, das seitlich mit einer Fischpassage versehen ist. Fast über die gesamte Strecke ist die Wupper beidseitig mit Ufergehölzen versehen. Während die Wupper in den 1990er Jahren noch gut mit Unterwasserpflanzen versehen war (was zu ihrer Ausweisung führte), sind diese spätestens seit 2010 rückläufig und erfüllen heute meist nicht mehr die Bedingungen für einen FFH-Lebensraumtyp. Als wichtigster Fluss des bergischen Landes ist sie nach wie vor wichtig für wandernde Fischarten. Sie dient auch als Leitlinie für wandernde Vogelarten. Zum Erhalt des regional wichtigsten Flusses mit seiner Funktion als Leitlinie und Vernetzung stehen das Freihalten der Aue von jeglicher Bebauung und eine naturgerechte Gestaltung des Flusslaufes im Vordergrund. Zum stellenweise dramatischen Verlust des FFH-Schutzgrundes Unterwasserpflanzen sollte dringend eine Ursachenforschung begonnen werden.“

Wegen seiner überregionalen Bedeutung wurde das Naturschutzgebiet als eine Teilfläche in das FFH-Gebietes Wupper von Leverkusen bis Solingen im Rahmen des Natura 2000 Netzes einbezogen. Dies soll der Förderung bedrohter Wanderfischarten wie der Groppe, Bachneunauge und Flussneunauge dienen. Zudem dient die Schutzausweisung der Sicherung von Lebensräumen für wandernde Vogelarten wie den Eisvogel.

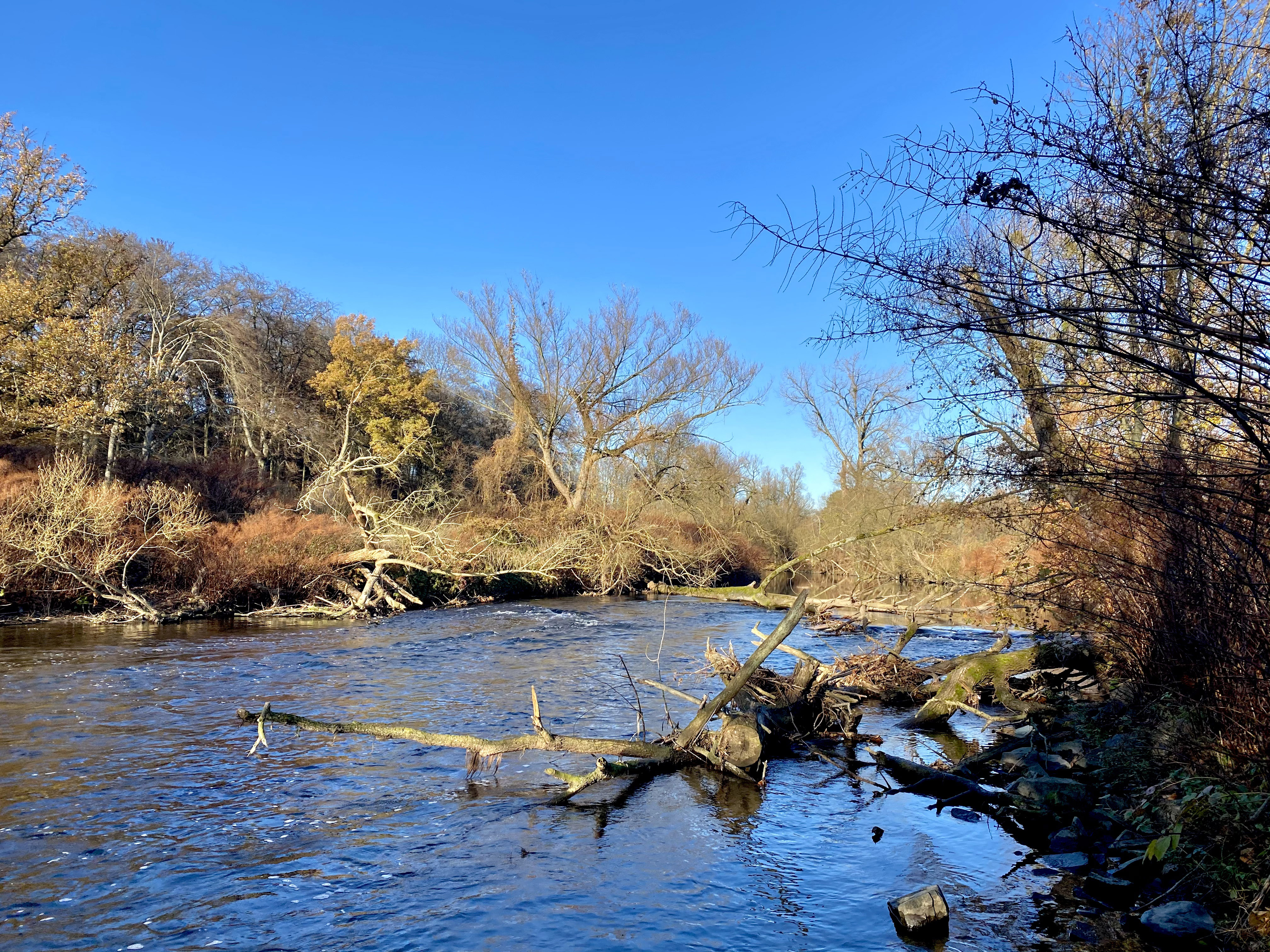
Naturnahe Wupper – unter Mitwirkung der Biber
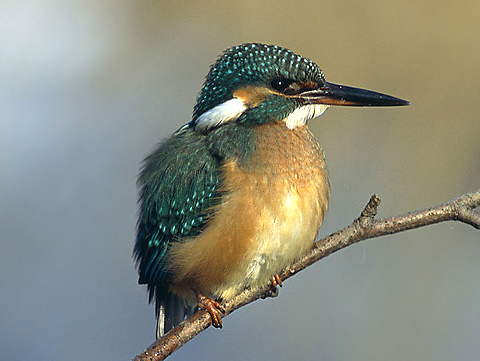
Wupper – Jagdrevier des Eisvogels
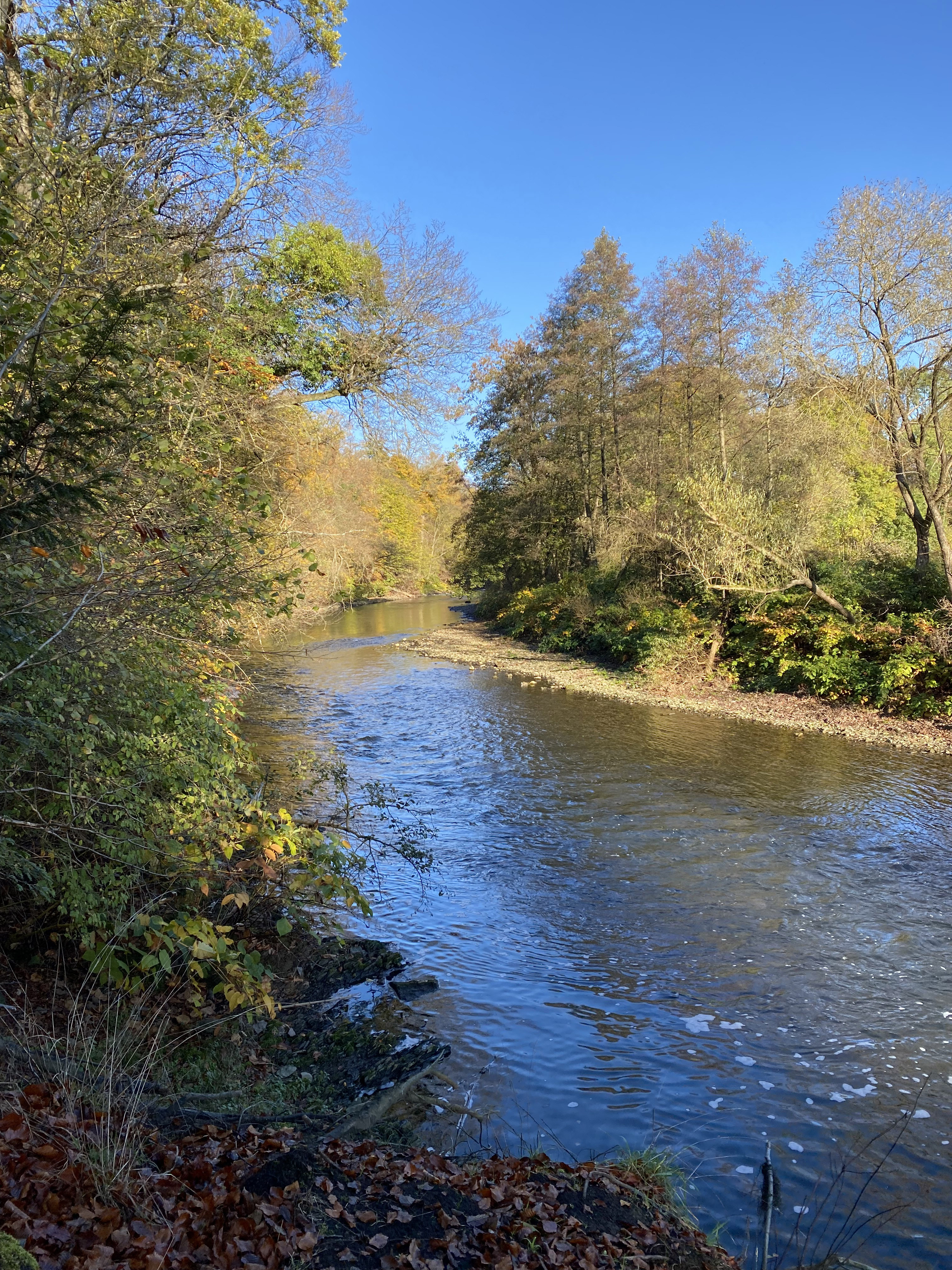
Wupper im NSG
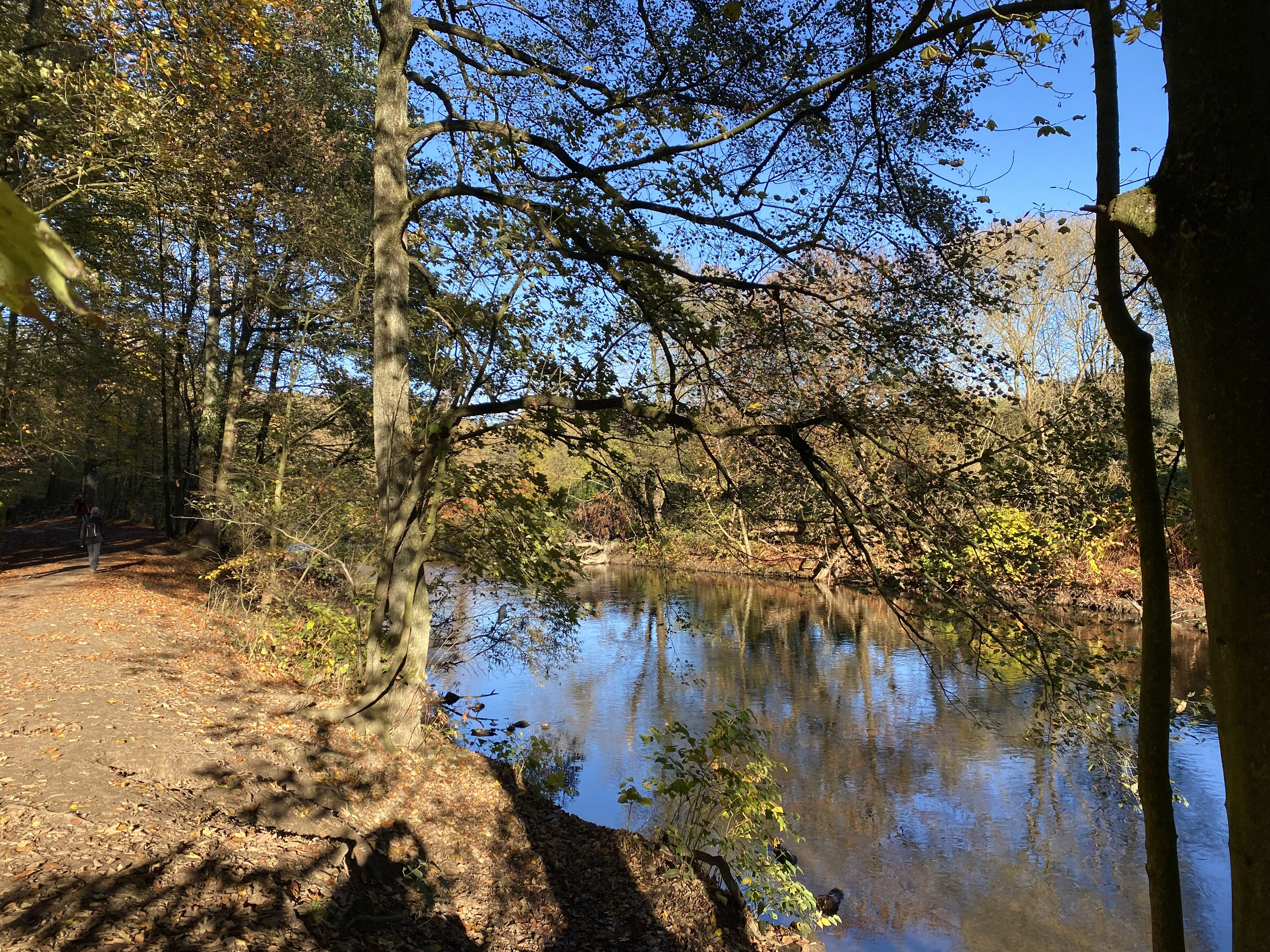
Wupperweg am rechten Ufer der Wupper im NSG Wupper
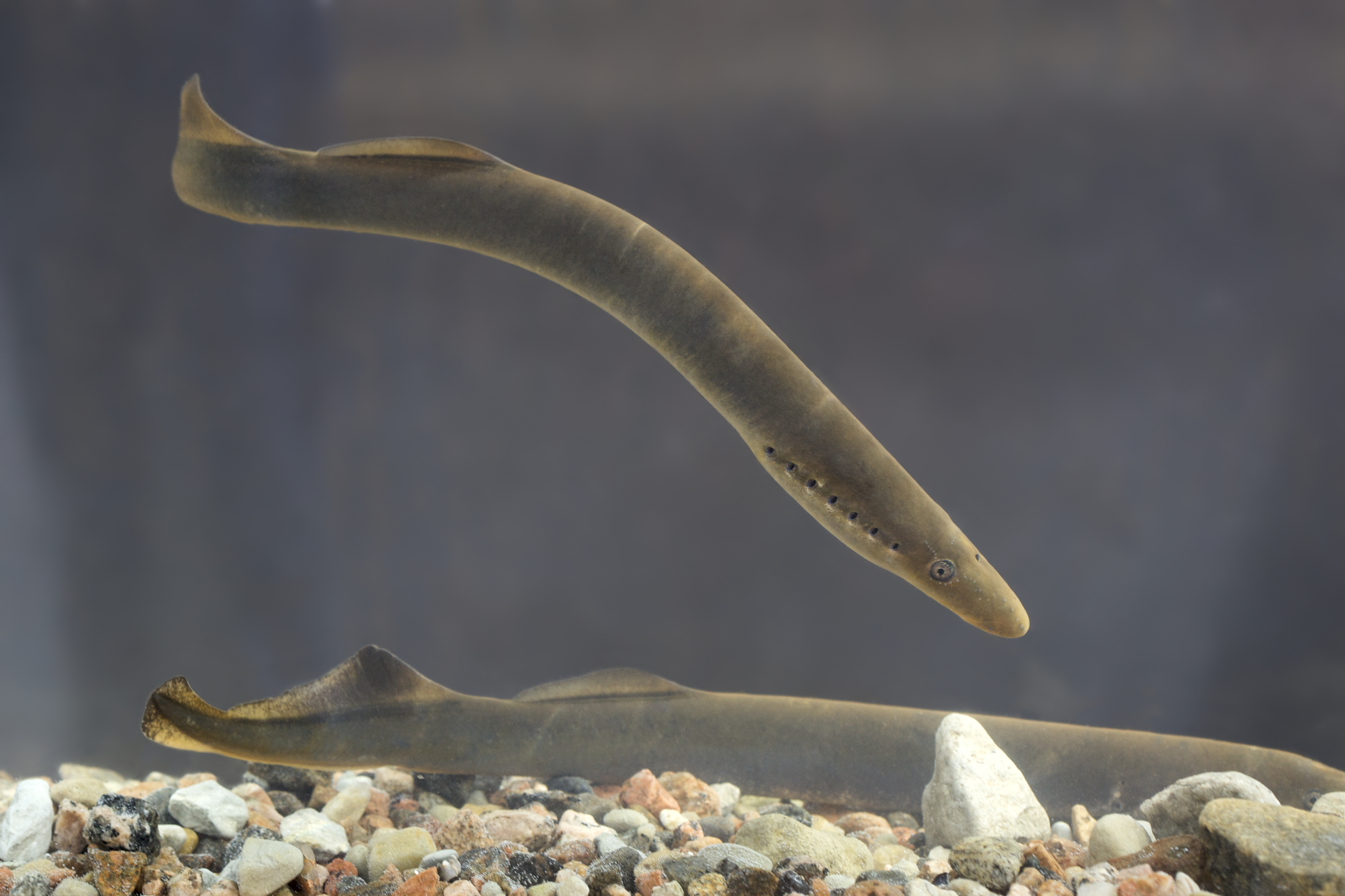
Flussneunauge (Lampetra fluviatilis)
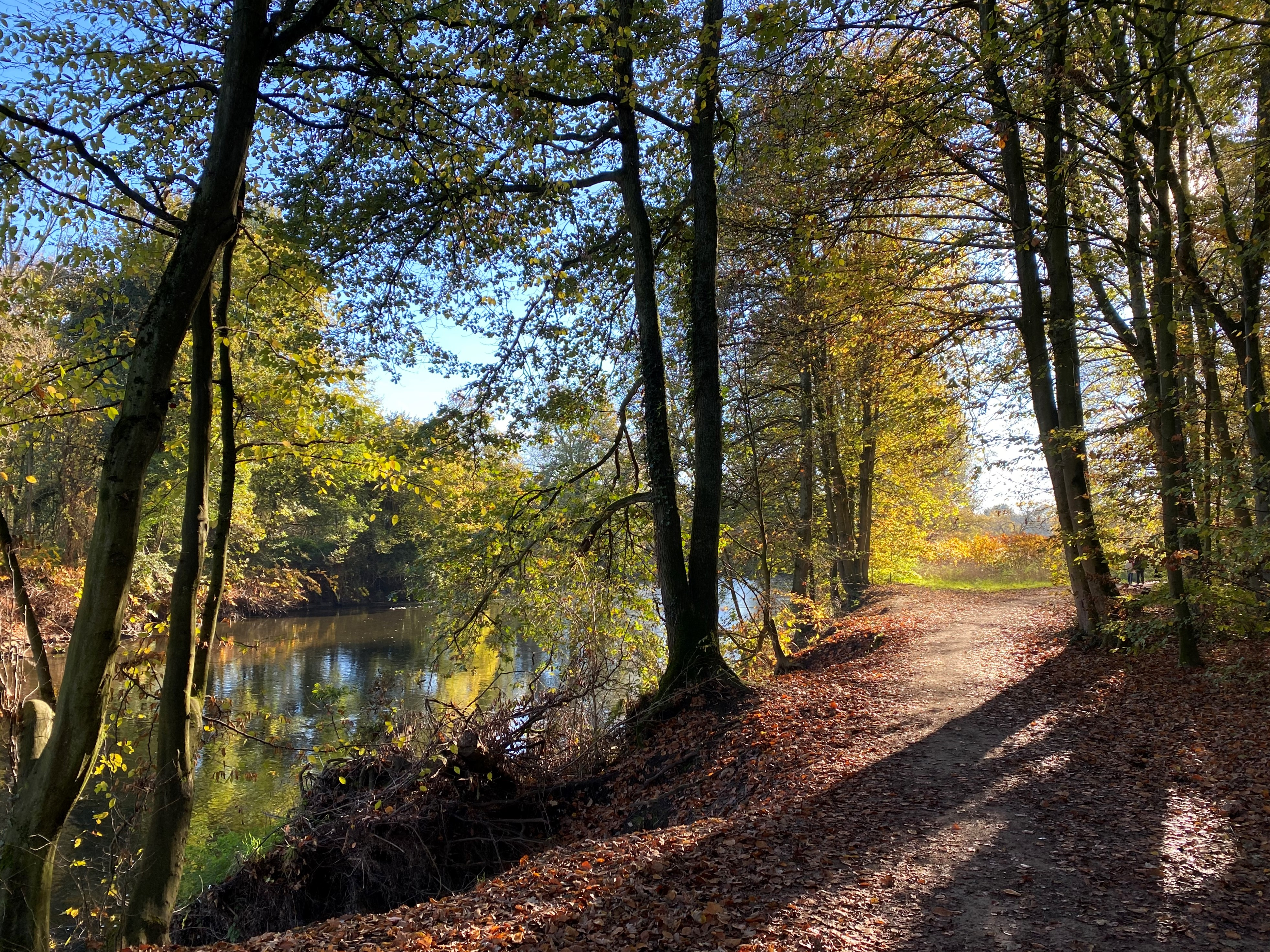
Wupperweg am rechten Ufer der Wupper im NSG Wupper
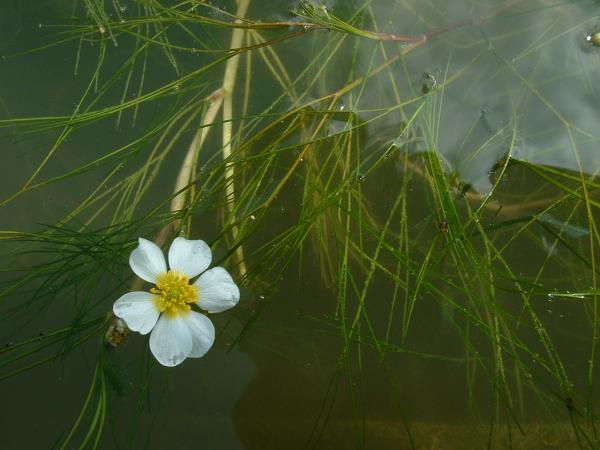
Flutender Wasserhahnenfuß (Ranunculus fluitans) wurde zur Rarität in der Wupper